# إليوت أرونسون
إليوت أرونسون ( (بالإنجليزية: Elliot Aronson)ولِدَ في التاسع من يناير عام 1932)، هو عالم نفس أمريكي، أجرى العديد من التجارب على نظرية التنافر المعرفي (حالة من التوتر أو الإجهاد العقلي أو عدم الراحة التي يعاني منها الفرد الذي يحمل اثنين أو أكثر من المعتقدات، الأفكار أو القيم المتناقضة في نفس الوقت)، وابتكر تقنية «جيغسو» وهي تقنية للتعلّم التعاوني للقضاء على التعصّب والتمييز العِرقي بين الطلاب وتسهّل عملية تعلّمهم. في عام 1972، صرّح أرونسون بقانونه الأول في كتاب علم النفس الاجتماعي: «الأشخاص الذين يقومون بأفعال مجنونة؛ ليسوا بالضرورة مجانين»، مؤكّدًا بذلك أهمية العوامل المُحيطة التي أدّت لهذا السلوك الغريب. يُعتبر إليوت الشخص الوحيد على مرّ 120 سنة في تاريخ الرابطة الأمريكية لعلماء النفس الذي فاز بجميع الجوائز الرئيسية: الكتابة، التدريس والبحث. حصل على جائزة وليام جيمس لإنجاز العُمر من جمعية العلوم النفسية. أُشيد به على أنه «العالِم الذي غيّر بشكل أساسيّ الطريقة التي ننظر بها إلى الحياة اليومية». صُنِّف أرونسون كواحد من 78 عالم نفس الأكثر استشهادًا بهم في القرن العشرين. تقاعد أرونسون رسميًا في 1994 لكنّه مُستمر في التدريس والكتابة حتى اليوم.

## النشأة والتعليم
نشأ أرونسون في مدينة رفير في ولاية ماساتشوستس في الولايات المتحدة الأمريكية. عاش تحت خط الفقر المدقع خلال فترة الأزمة الاقتصادية «الكساد الكبير». كانت عائلته هي العائلة اليهودية الوحيدة في الحي، وكان يتعرّض للتنمّر في طريق عودته من المدرسة العبرية إلى المنزل من قِبل العصابات المُعادية للسامية. كان أرونسون يعتقد بأن كل حياة تعتمد على مزيج من الحظ، الفرصة، الموهبة والحَدْس. بالرغم من تواضع درجاته في اختبارات المدرسة الثانوية، فقد كانت مُرتفعة في اختبار القدرة الدراسية «سات» والتي كانت كفيلة بحجز مقعد له في منحة دراسية وعمل في جامعة برانديز
بدأ أرونسون دراسته الجامعية بتخصص الاقتصاد، متأثرًا بأبيه. بالرغم من ذلك، قام أرونسون بتغيير اختصاصه إلى علم النفس حالَ حضوره محاضرةً في علم النفس التمهيدي مصادفةً، والذي كان يُدرّسها عالم النفس الأمريكي الدكتور أبراهام ماسلو. أدركَ بعد حضوره هذه المحاضرة أن هناك علمًا كاملًا مكرسًا لاستكشاف أنواع الأسئلة التي كانت تفتنه وتُثير اهتمامه كطفل. جعلته دراسته في جامعة برانديز على مقرُبة من عدد من علماء النفس ذوي الشأن، لكن ماسلو كان أستاذه الرئيسي والذي كان له التأثير الأكبر على حياته الأكاديمية المبكرة.
حصل أرونسون في عام 1954 على درجة البكالوريوس من جامعة برانديز، ليحصل من بعدها عام 1956 على درجة الماجستير من جامعة ويلسيان حيث عمِل مع ديفيد ماكليلاند. ونال درجة الدكتوراه في علم النفس من جامعة ستانفورد في عام 1959، حيث كان مُشرفة وأستاذه هو عالِم النفس التجريبي الاجتماعي ليون فيستنجر.

## التاريخ المهني
درّس أرونسون في كلٍ من هارفارد، جامعة مينيسوتا، جامعة تكساس، وجامعة كاليفورنيا في سانتا كروز. وشغل منصب بروفيسور زائر متميّز في جامعة ستانفورد، شُمل اسمه في قائمة ضمّت مئةً من أكثر علماء النفس تأثيرًا في القرن الواحد والعشرين التي نُشرت من قِبل مجلة علم النفس العام، انتُخِب في الأكاديمية الأمريكية للفنون والعلوم ونال جائزة ويليام جيمس من جمعية العلوم النفسية لإنجاز العمر. ضم تكريمه جوائز البحث المتميز من الجمعية الأمريكية لعلم النفس، الرابطة الأمريكية للعلوم المتقدمة وجمعية علم النفس الاجتماعي التجريبي. فاز بجائزة جوردون ألبورت لعمله في تقليل التحيّز. في عام 1981 كان أحد الأكاديميين الخمسة الذين مُنحوا لقب «أستاذ العام» من قِبل مجلس النهوض ودعم التعليم.

## مواضيع البحث

### التنافر المعرفي
تُعدّ نظرية التنافر المعرفي إحدى مجالات اهتمام وبحث أرونسون، والتي تفترض وصول الشخص لحالة من الانزعاج النفسي إذا ما كان لديه تنافر بين المواقف والسلوكيات، يُحفّز هذا الانزعاج الشخص ليعمل على تغيير السلوك أو الموقف حتى يستعيد التوافق المطلوب. أثبت أرونسون في تجربة كلاسيكية أن الناس الذين تعرّضوا لموقف محرج في بداية انضمامهم لمجموعة ما طوّروا تقييمات أكثر توافقًا للمجموعة من أولئك الذين قُبلوا بشكل سهل في المجموعة وبدون أي بدايات محرجة. يقول أرونسون في نظريات التنافر المعرفي: «لا ترتكز نظرية التنافر على الافتراض القائل بأن الإنسان هو حيوان عاقِل وإنما تُشير بأنه حيوانٌ يحاول أن يبدو عقلانيًا لنفسه وللآخرين».

### تقنية جيغسو التعليمية

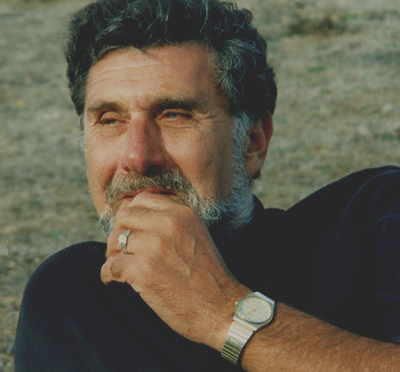
أرونسون عام 2001

قاد أرونسون تطويرًا لتقنيّة تعليمية جديدة من شأنها الحد من التعصب والتمييز العِرقي وإنهاء التوتّر الحاصل بين المجموعات وتعزيز احترام الذات. في عام 1971، واجهت المدارس في أوستن، تكساس أزمة عنف بين المجموعات العِرقية، بعد أن طُبّق فيها حديثًا إلغاء التمييز. ولهذا الأمر، استُدعي أرونسون كمستشار من قِبل مدير المدرسة والذي كان طالبًا سابقًا، لاحظ أرونسون بأن الأجواء في المدراس تنافسية للغاية، وبالتالي كانت تؤجج التنافس العِرقي المتوتّر أساسًا، لذا قام بتطوير نموذج لممارسة تدريسية أشرك فيها طلابًا من الدراسات العليا وذلك تشجيعًا لثقافة الأهداف المشتركة والدعم المتبادل. يُقسم الطلاب في تقنية التعليم «جيغسو» إلى مجموعات صغيرة، تشمل الجميع حسب العِرق والقدرات، ليعملوا بشكل تعاونيّ لإتمام مهمة. كانت المواد التدريسية على سبيل المثال سيرة ذاتية لشخصية تاريخية ومقسّمة لعدة أقسام ليتولّى فرد واحد من كل مجموعة مهمة قراءة كل قسم. يجتمع الأعضاء من كل مجموعة والذين هم في نفس الدور في (مجموعات الخبراء) وذلك لمناقشة أقسامهم ليعودوا بعد ذلك إلى مجموعاتهم الأم ويتناوبون على تقديم وشرح ما تعلّموه لباقي الأعضاء. يجري التقييم في نهاية المطاف بشكل فرديّ ويشمل كل أقسام المادة. يهدف تقسيم المسؤوليات هذا لدفع الطلاب لاستماع لبعضهم البعض أولًا، وجعل كل فرد منهم يختبر دورًا قيّمًا بالنسبة للآخرين.
أظهرت المقارنات مع بيئات التعليم التقليدية بأن تقنيّة جيغسو لها تأثير إيجابي على الأداء الأكاديمي، احترام الذات والمواقف تجاه المجموعات العرقية. ومنذ ذلك الحين طُبقت تقنية التعليم هذه على مئات المدارس في جميع أنحاء أمريكا الشمالية. ومنذ بداية تطبيقها في المرحلة الدراسة الابتدائية من الصف الثالث وحتى الخامس، توسّعت لتشمل كل مستويات التعليم الأخرى. تشجّع أرونسون على إثر هذا النجاح لتطبيقه على قضايا أخرى مثل سياسة الحفاظ على الطاقة وسياسة معاملة المسنين. لاحقًا وبعد المذبحة التي حصلت في مدرسة كولومبين، دعا أرونسون لاعتماد تقنية جيغسو وإدخالها كجزء لا يتجزّأ من المنهج الدراسيّ بهدف إخماد فتيل الانقسامات الاجتماعية وراء العنف المدرسي.

### نظرية الربح والخسارة في الانجذاب الشخصي
اقترح أرونسون في عام 1965 أن الانجذاب والإعجاب بين الأشخاص يُمكن فهمه من ناحية موازنة المكافأة والتكلفة. لكي يُفهم ضمنًا بأن التباين الحاصل بين كسب أو فقدان ردود الفعل الإيجابية من الشخص الآخر له تأثير أكبر على الإعجاب من المستوى المطلق لردود الأفعال. كمثال على ذلك هو عندما يأتي الإطراء مثلًا من شخص عادة ما يكون انتقاديًّا بطبعه يكون أكثر تعبيرًا من إطراء الشخص الموثوق والداعم. مثال آخر على ذلك في العلاقات الزوجية، إذ يشعر الزوجان بمزيد من التفاني إذا ما بدأت علاقتهما في بادئ الأمر بعدم إعجاب بين بعضهم.

### تأثير الخطأ المُحرج
نشر أرونسون عام 1966 ورقة بحثيّة وصف فيها تجربة تختبر آثار القيام بحماقة بسيطة على جاذبية الشخص. إن ما يُسمّى بتأثير الخطأ المُحرج هو ميل الجاذبية للزيادة والنقصان عند قيام الشخص بارتكاب حماقة ما، وتعتمد تلك الزيادة أو النقصان على كفاءة هذا الشخص أو قدرته، أي تزداد جاذبية الشخص الكفؤ عندما يقوم بحماقة ما، على عكس الشخص غير الكفء إذ تنخفض جاذبيته إذا ارتكبها.

## الكتب الأكاديمية المُشارِك بها
- كُتيّب علم النفس الاجتماعي (الطبعة الثانية والثالثة) (1968 & 1985).

- استخدام الطاقة: البعد الإنساني (1984).

- الإرهاق الوظيفي (1988).

- طرق البحث في علم النفس الاجتماعي (1990).

- علم النفس الاجتماعي: أبرز الأبحاث (المجلدات 1,2 و 3) (1990).

- لم يبق أحدٌ يكره: تعليم الرأفة بعد حادثة كولومبين (2000).

- عصر الدعاية والترويج: الاستخدام اليومي وإساءة الإقناع (2001).

- ارتُكبت الأخطاء (لكن ليس مني): لماذا نبرر المعتقدات الحمقاء، القرارات السئية والأفعال المؤذية (2015).

- التعاون في الفصل الدراسي: تقنيّة «جيغسو» التعليمية (الطبعة الثالثة) (2011).

- الحيوان الاجتماعي (الطبعة الحادية عشرة) (2011).

- قراءات حول الحيوان الاجتماعي (الطبعة الحادية عشرة) (2011).

- علم النفس الاجتماعي (الطبعة التاسعة) (2015).